# Brainiac (Comicfigur)
Brainiac ist eine Comicfigur, die 1958 von dem US-amerikanischen Science-Fiction-Schriftsteller Otto Binder geschaffen wurde. Die kommerziellen Verwertungsrechte für Brainiac befinden sich im Besitz des Unterhaltungskonzerns Time Warner. Seit den späten 1950er Jahren wird die Figur regelmäßig in Comics im Programm des Verlags DC-Comics, einer Tochterfirma von Time Warner, verwendet. Daneben hat Brainiac auch beständige Verwendung in Zeichentrickserien, Filmen und Computerspielen sowie in einigen Merchandising-Produkten (Actionfiguren, Statuen etc.) gefunden, die auf diesen Comics basieren.

## Figurenbeschreibung
Die Beschreibung der Figur Brainiac stößt schon auf erste Schwierigkeiten bei der Definition, was Brainiac eigentlich ist. In den frühen Superman-Geschichten wurde Brainiac als ein grünhäutiger außerirdischer Wissenschaftler und Eroberer definiert. Später wurde er abwechselnd als ein denkendes Computerprogramm mit einer eigenen Persönlichkeit, als eine Art organischer Roboter und schließlich als ein körperloses Wesen, das sich abwechselnd in Maschinen und organischen Lebewesen einnistet, dargestellt.

### Der Ur-Brainiac (Silver-Age-Version)
Die erste Version von Brainiac wurde in Action Comics #242 vom Juli 1958 vorgestellt. In diesem Heft erscheint Brainiac als ein glatzköpfiger, grünhäutiger, anthropomorpher Außerirdischer, der angeblich von einem Planeten namens Bryak stammt und auf die Erde reist, um nacheinander mehrere Städte zu schrumpfen, die er fortan in Flaschen aufbewahren will. Charakteristisch für Brainiacs Erscheinungsbild ist hier eine Art Diodengitter, das Brainiacs Schädel bedeckt. Im Kampf mit Brainiac entdeckt Superman, dass sich in Brainiacs Sammlung miniaturisierter Flaschenstädte auch Kandor, die ehemalige Hauptstadt seines Heimatplaneten Krypton, befindet. Nach seinem Sieg über Brainiac gelingt es Superman, den von Brainiac geschrumpften Erdenstädten wieder ihre wirkliche Größe zurückzugeben. Kandor bleibt jedoch zunächst miniaturisiert. Superman bringt die Flaschenstadt in seine Festung der Einsamkeit und gelobt, dass er nicht ruhen würde, bis er einen Weg gefunden habe, auch Kandor irgendwann wieder zu seiner wahren Größe zu verhelfen. Bis in die frühen 1980er Jahre beschreiben viele Superman-Geschichten Versuche des Helden, Kandor wieder zu vergrößern beziehungsweise seine Reisen (in geschrumpftem Zustand) in die Stadt.
In Superman #167 vom Februar 1964 wird enthüllt, dass Brainiac eine als organisches Lebewesen getarnte Maschine (ein Android) ist, die von den Computertyrannen des Planeten Colu – vom Planeten Bryak ist hier nicht mehr die Rede – geschaffen wurde, um andere Planeten zur späteren Eroberung durch die Coluaner auszuspionieren. Begleitet wurde Brainiac auf seinen Reisen durch das Weltall dieser Geschichte zufolge von einem jungen Coluaner namens Vril Dox (Brainiac 2), der sich als sein Sohn ausgab, um die Verkleidung des Androiden abzurunden. Brainiac 2 habe sich später jedoch von den Plänen der Coluanischen Tyrannen losgesagt und sei seinem „Vater“ davongelaufen. In späteren Geschichten wird Brainiac 2 als Vorfahre von Brainiac 5, einer der Hauptfiguren der Serie Legion of Super-Heroes identifiziert (Action Comics #276).
Aufgrund schwindender Verkaufszahlen der Superman-Comics wurden in den frühen 1980er Jahren einige Elemente des Superman-Stoffes überarbeitet in der Hoffnung, durch eine schrittweise „Modernisierung“ der Figuren rund um Superman einige neue Leser zu gewinnen. Die Figur Brainiac wurde im Auftrag von Julius Schwartz, dem Chefredakteur der Superman-Abteilung bei DC, durch Autor Marv Wolfman einer gründlichen Überarbeitung unterzogen. In Action Comics #544 vom Juni 1983 versucht Brainiac, Superman mit Hilfe eines riesigen künstlichen Planeten zu vernichten. Nach seiner Niederlage ist er zeitweise im Kern des maschinellen Planeten gefangen. Um zu entkommen, ist Brainiac gezwungen, einen nahegelegenen Stern explodieren zu lassen, dessen Nova den künstlichen Planeten zerstört, so dass er wieder in Freiheit gelangen und eine neue körperliche Form annehmen kann. In den Comics der folgenden drei Jahre erscheint Brainiac schließlich in einem neuen, von Zeichner Ed Hannigan erdachten Leib, der wie ein Skelett aus lebendem Metall aussieht. Der Kopf ist dabei ein graues Gehäuse mit einer wabenähnlichen Oberflächenstruktur. Des Weiteren erschafft Brainiac in dieser Geschichte ein Raumschiff, das als Behausung und Zufluchtstätte für seinen neuen Körper dient, zugleich aber eine Art Erweiterung seines Körpers darstellt, die er genau wie diesen kontrollieren kann. Äußerlich ist das Raumschiff ein Abbild von Brainiacs Skelettschädel, aus dem einige metallene Tentakel ragen, die er ebenfalls kraft seines Willens kontrollieren und wie Fangarme einsetzen kann. Wolfman gab Brainiac zu dieser Zeit auch eine neue dominante Charaktereigenschaft, nämlich einen paranoiden Verfolgungswahn, der ihn glauben lässt, Superman (den er nun als Meisterprogrammierer und „Todesengel“ bezeichnet) sei in eine Verschwörung verwickelt, deren Ziel es sei, ihn, Brainiac, zu vernichten und von seinem Ziel abzuhalten, Perfektion und die Herrschaft über das Universum zu erlangen. Am Ende dieser Redefinition steht ein neuer Brainiac: Anstatt eines grünhäutigen außerirdischen Wissenschaftlers ist Brainiac nun eine kaltherzige, mechanisch-rationale, ruchlose Maschine, deren Bewusstsein danach strebt, das gesamte Wissen des Universums in sich aufzunehmen.

### Post-Crisis Brainiac
Im Anschluss an die zwölfteilige Miniserie Crisis on Infinite Earths von 1986 wurde auch die Superman-Serie 1986/1987 neu gestartet. Wie alle anderen alten Superman-Schurken wurde auch Brainiac 1988/1989 in einer generalüberarbeiteten Form neu in die Serie eingeführt. Vril Dox ist in dieser neuen Version, die erstmals in Adventures of Superman #438 vom März 1988 auftaucht, ein radikaler coluanischer Wissenschaftler, der nach seinem Versuch, die Computertyrannen von Colu zu stürzen, zum Tode verurteilt wird. Unmittelbar vor seinem Tod wird Dox’ Bewusstsein durch den Geist eines irdischen Wahrsagers namens Milton Fine angezogen, der unter dem Namen Brainiac auf Jahrmärkten auftritt. Dox’ Geist wird in der Folge durch die Weiten des Weltalls von Colu auf die Erde und dort in Fines Kopf versetzt.
Um seine Kontrolle über Fine, dessen Körper er nun „besetzt“ hat, aufrechterhalten zu können, braucht Dox immer neue zerebrale Flüssigkeit, die er sich besorgt, indem er Menschen ermordet und ihnen die Schädelflüssigkeit entnimmt. Lex Luthor gelingt es schließlich, Fine/Dox in seine Gewalt zu bringen und in den Laboren seiner Firma LexCorp versteckt zu halten. Dox gelingt es allerdings bald dank seiner mentalen Kräfte, die Situation ins Gegenteil zu wenden und die Kontrolle über LexCorp zu übernehmen. Unter Dox’ mentaler Dominanz unterziehen einige LexCorp-Wissenschaftler Fines Körper einer Operation und verwandeln diesen so in ein (annäherndes) Abbild von Dox’ ursprünglichem coluanischen Erscheinungsbild: Fines Kopf weist nun die altbekannten Schädelelektroden auf, die schon den Pre-Crisis/Silver-Age-Brainiac optisch kennzeichneten. Im Unterschied zu diesem trägt dieser neue Brainiac jedoch einen Bart. In der Folge liefert er sich einige Auseinandersetzungen mit Superman, dem er gleichermaßen mit seinen mentalen Kräften (die Superman kurzzeitig schizophren werden lassen) und mit seiner Kontrolle über Computertechnologie zusetzt. Als er Superman zu unterliegen droht, flieht er mit einem schädelähnlichen Raumschiff in die Weiten des Weltalls und bleibt vorerst verschollen (Action Comics #644–647).
In der Miniserie Invasion! aus demselben Jahr wird gleichfalls eine neue Version von Vril Dox II (Brainiac 2) vorgestellt: Dieser ist nun ein Klon Dox’, den dieser während seiner Zeit auf Colu erschuf, um einen ebenbürtigen Laborassistenten zu seiner Verfügung zu haben. Wie in der Pre-Crisis-Version sagt Vril Dox II sich von seinem Mentor los und geht als Held der Serie L.E.G.I.O.N. eigene, „gerechtere“ Wege als Chef einer intergalaktischen Polizeiorganisation.
In der Storyline Panic in the Sky von 1992 nimmt Brainiac die „Warworld“, eine planetengroße außerirdische Kriegsstation, in seinen Besitz und attackiert mit ihr die Erde, unterstützt durch die außerirdische Kriegerin Maxima und eine Reihe von Superhelden (darunter Supergirl und Draaga), die er unter seine mentale Kontrolle gebracht hat. Um der Invasion zuvorzukommen, führt Superman, unterstützt von einer Reihe weiterer Superhelden, einen Gegenangriff auf die Warworld an. Dort kann er Draaga und Supergirl aus Brainiacs Kontrolle befreien. Auch Maxima wechselt schließlich die Seiten, als sie den wahren Charakter von Brainiac, den sie zuvor für einen Helden gehalten hat, erkennt. Mit vereinten Kräften gelingt es ihnen, Brainiac zu besiegen – Draaga kommt dabei jedoch ums Leben. Maxima macht den besiegten Brainiac schließlich unschädlich, indem sie ihn lobotomiert. Brainiacs vegetativer Körper wird zuletzt zur Bewachung an die New Gods, die mächtigen Bewohner des Planeten New Genesis, übergeben.
1994 kehrt Brainiac in der Storyline Dead Again zurück. Im Anschluss an die Storyline um Supermans Tod und Wiederauferstehung von 1993 taucht hier plötzlich eine Superman-Leiche in dem Grab auf, in dem Superman von seinem Tod bis zu seiner Wiederauferstehung zeitweise begraben war. Dies wirft die Frage auf, ob der „auferstandene“ Superman wirklich der echte Superman ist, der ins Leben zurückgekehrt ist, oder ob es sich bei ihm um einen Betrüger handelt, der sich nur für Superman ausgibt, während der echte Superman nach wie vor tot ist. Superman wird in der Folge einem qualvollen Zermürbungsmarathon unterzogen, da nach und nach immer mehr vermeintliche Beweise dafür auftauchen (darunter ein DNA-Test, der die Superman-Leiche als das Original identifiziert), dass er ein Betrüger ist – so dass er am Ende selbst an seiner Authentizität zweifelt. Nachdem Superman letztlich alle seine Feinde überprüft hat, die als Drahtzieher eines solchen Verwirrspiels in Frage kommen, gibt sich Brainiac als Urheber des Komplotts zu erkennen, das er aus der sicheren Tarnung seines Komas auf New Genesis heraus gesteuert hat. Im Zweikampf mit Brainiac kann Superman diesen schließlich überwinden, indem er spottet, dass er, Brainiac, in Wahrheit doch niemand anderes sei als der „billige Unterhaltungskünstler“ Milton Fine. Brainiacs Verstand zerbricht auf ominöse Weise an dieser Provokation mit der Folge, dass sich Fines Persönlichkeit gegen Dox’ Bewusstsein durchsetzt und dieses in sich begräbt: Fine, der nun vollkommen von Dox’ Einfluss befreit zu sein scheint, wird bald darauf in die Obhut einer psychiatrischen Anstalt übergeben. Dox’ Geist scheint völlig zerstört.
In der vierteiligen Geschichte „Identity Crisis“ von 1996 kehrt Dox’ zerstört geglaubtes Bewusstsein zurück und übernimmt erneut die Kontrolle über Fines Körper, der sich nach wie vor in der Psychiatrie befindet. Erneut versucht Brainiac Superman durch ein intrikate Intrige zu überwinden: Er versetzt sein eigenes Bewusstsein in Supermans Körper, Supermans Bewusstsein in den Körper eines geisteskranken Jungen (einem Mitpatienten in Fines Psychiatrie), der sich für Superman hält, und das Bewusstsein des Jungen in Fines Körper. Gemeinsam gelingt es Superman und dem Jungen schließlich Brainiac zu überlisten, die Bewusstseinsvertauschung rückgängig zu machen und jeden Geist in seinen eigenen Körper zurückversetzen: Brainiac wird dabei erneut in einen Zustand der Katatonie versetzt, indem er nur noch apathisch binäre Codes aufsagt.
Zuletzt wird Milton Fines Körper bei einem erneuten Kampf mit Superman unwiederbringlich zerstört. Dox/Brainiac sucht sich nun einen neuen Wirtskörper: Mit Hilfe seines Handlangers Prin Vnok „fischt“ er das Monster Doomsday, das Superman einst (in der Hoffnung, das Universum vor dem unbezwingbaren Ungetüm zu schützen) am Ende der Zeit „abgelegt“ hatte, aus dem Zeitstrom und nutzt ihn als neue Hülle. Trotz dieses mächtigen neuen Körpers unterliegt er erneut gegen Superman (Superman: The Doomsday Wars).

## Adaptionen
Brainiac hat Verwendung in einer langen Reihe von Superman-Adaptionen in anderen Medien als dem des Comicheftes gefunden. So machte der Romanautor Kevin J. Anderson Brainiac zum Hauptschurken in seinem Supermanroman The Last Days of Krypton.
In den 1960er, 1970er und 1980er Jahren wurde er nacheinander als Schurke in den Zeichentrickserien Superman (von Filmation), The Super Friends und Challenge of the Super Friends verwendet. Als amerikanische Synchronsprecher fungierten nacheinander Ted Cassidy und Stanley Ralph Ross.
In der Fernsehserie Smallville wurde Brainiac von dem Schauspieler James Marsters verkörpert,
in der Fernsehserie Supergirl von Jesse Rath.
Als animierter Charakter trat Brainiac als Schurke in einer Reihe von Computer- und Videospielen auf. So erstmals 1992 in dem Spiel Superman aus der Werkstatt des Spieleproduzenten Sunsoft. Einige Jahre später wurde Brainiac in das Spiel Superman 64 eingebaut. Es folgten Superman: Man of Steel für das Sega Master System und die Sega Genesis Konsole sowie das gleichnamige (aber nicht identische) Spiel Superman: Man of Steel für die Xbox-Konsole. Das zuletzt genannte beinhaltete Brainiac 13 als Hauptschurken. Ebenfalls als Hauptschurke tritt Brainiac in dem Spiel Justice League Heroes auf.
Im freien Online-Spiel DC-Universe-Online überfällt Brainiac die Erde, nachdem Lex Luthor Superman mittels eines Tricks getötet hat und er als letzter da steht. Lex Luthor reist in der Zeit zurück und bittet die Superhelden um Hilfe sich mit ihm gegen Brainiac und seine Übermacht an Roboterstreitkräften zu verbünden. Brainiac entführt nach und nach Menschen und Gebäude auf der Erde. Man nimmt als Spieler hier die Rolle eines neuen Superhelden oder Superschurken ein, der sich aus der Gefangenschaft von Brainiac befreien konnte.
In Injustice 2, dem Nachfolger von Injustice: Götter unter uns, stellt Brainiac den Hauptgegner während der Story dar. Um ihn zu besiegen, müssen sich die bereits aus dem ersten Teil bekannten Helden der Parallelerde zusammentun.

## Brainiac als Referenzmarke der Popkultur
Die Band The Dukes of Stratosphear veröffentlichten 1987 auf ihrem Album Psonic Psunspot einen Song mit dem Titel "Brainiac’s Daughter". Die Band Royal nahm 2006 eine Coverversion des Songs für ihr Album Sound of Superman auf.